# Luck (serie televisiva)
Luck è una serie televisiva statunitense di genere drammatico creata da David Milch e con protagonisti Dustin Hoffman e Nick Nolte. L'episodio pilota è stato diretto dal regista Michael Mann e sceneggiato da David Milch.
Il primo episodio della serie è stato trasmesso come anticipazione speciale l'11 dicembre 2011, subito dopo la messa in onda dell'ultimo episodio della seconda stagione di Boardwalk Empire - L'impero del crimine, per poi essere trasmessa ufficialmente dal 29 gennaio 2012 sul canale HBO. In Italia è andata in onda su Sky Atlantic dal 25 maggio al 22 giugno 2021.
Il 31 gennaio 2012, dopo la messa in onda di un solo episodio, la serie è stata rinnovata per una seconda stagione. Tuttavia il 14 marzo 2012, dopo aver realizzato 9 episodi della prima stagione, David Milch, Michael Mann e il canale HBO annunciano la cancellazione definitiva della serie televisiva, motivata dalla morte accidentale di tre dei cavalli utilizzati per le riprese.

## Trama
La serie segue le vicende di numerosi personaggi che frequentano tutti la stessa pista di corse dei cavalli.
Il personaggio interpretato da Dustin Hoffman è descritto come "un uomo arrivato alla fine dei sessant'anni, appena uscito di prigione dopo quattro anni di carcere, autodidatta, intelligente e profondamente coinvolto nel gioco d'azzardo".

## Episodi
| Stagione       | Episodi | Prima TV USA | Prima TV Italia |
| -------------- | ------- | ------------ | --------------- |
| Prima stagione | 9       | 2011-2012    | 2021            |

## Personaggi e interpreti

### Personaggi principali
- Chester "Ace" Bernstein, interpretato da Dustin Hoffman
- Gus Demitriou, interpretato da Dennis Farina
- Turo Escalante, interpretato da John Ortiz
- Joey Rathburn, interpretato da Richard Kind
- Marcus Becker, interpretato da Kevin Dunn
- Lonnie McHinery, interpretato da Ian Hart
- Renzo Calagari, interpretato da Ritchie Coster
- Jerry Boyle, interpretato da Jason Gedrick
- Rosie Shanahan, interpretata da Kerry Condon
- Ronnie Jenkins, interpretato da Gary L. Stevens
- Leon Micheaux, interpretato da Tom Payne
- Jo Carter, interpretata da Jill Hennessy
- Walter Smith, interpretato da Nick Nolte

### Personaggi secondari
- Michael "Mike" Smythe, interpretato da Michael Gambon
- Claire Lachay, interpretata da Joan Allen
- Isadore Cohen, interpretato da Ted Levine
- Maurice, interpretato da Spencer Garrett
- Lizzy, interpretata da Chantal Sutherland
- Naomi, interpretata da Weronika Rosati

## Promozione
Il 19 aprile 2011 la HBO ha pubblicato il primo trailer ufficiale della serie.